# Thea Beckmanprijs
De Thea Beckmanprijs (voorheen Historisch Nieuwsblad Bontekoeprijs en Archeonprijs) is een Nederlandse prijs voor het beste historische jeugdboek. De prijs wordt ieder jaar uitgereikt in het derde weekend van september in Archeon. In de even jaren wordt de prijs uitgereikt aan boeken van de leeftijdscategorie tot twaalf jaar en in de oneven jaren aan boeken voor twaalf jaar en ouder. 

## Geschiedenis
De prijs werd ingesteld in 2002 op initiatief van het Historisch Nieuwsblad, toen nog onder de naam Bontekoeprijs. In 2004 werd de prijs naar Thea Beckman vernoemd. Aan deze prijs is een geldprijs verbonden. In 2009 is deze prijs eenmalig uitgereikt onder de naam Archeonprijs. 

### Jonge Beckmanprijs
Sinds 2015 is er ook een jury bestaande uit vijf kinderen tussen de elf en vijftien jaar, de Jonge Beckman jury. Zij reiken de Jonge Beckmanprijs uit. Ook deze prijs bestaat uit een geldbedrag.

## Winnaars
| Jaar | Naam               | Winnaar                                                                                | Jury |
| ---- | ------------------ | -------------------------------------------------------------------------------------- | --- |
| 2003 | Bontekoeprijs      | Thea Beckman (Gekaapt!)                                                                | Piet de Rooy (voorzitter), Shirley Haasnoot, Lia Reedijk |
| 2004 | Thea Beckmanprijs  | Benny Lindelauf (Negen open armen)                                                     | Hans Blom (voorzitter), Shirley Haasnoot, Lia Reedijk |
| 2005 | Thea Beckmanprijs  | Pat van Beirs en Jean-Claude van Rijckeghem (Jonkvrouw)                                | Marchien den Hartog, Maarten van Rossem, Annemarie Terhell |
| 2006 | Thea Beckmanprijs  | Willy Spillebeen (Serge/Samuel)                                                        | |
| 2007 | Thea Beckmanprijs  | Noëlla Elpers (Dolores!)                                                               | |
| 2008 | Niet uitgereikt    |                                                                                        | |
| 2009 | Archeonprijs       | Jacques Vriens (Oorlogsgeheimen)                                                       | |
| 2010 | Niet uitgereikt    |                                                                                        | |
| 2011 | Thea Beckmanprijs  | Rindert Kromhout (Soldaten huilen niet)                                                | Hubert Slings (voorzitter), Wilma van der Pennen, Gerry Platenkamp, Liesbeth Tonckens, Monique Veldman |
| 2012 | Thea Beckmanprijs  | Anna Woltz (Ik kan nog steeds niet vliegen)                                            | Hubert Slings (voorzitter), Wilma van der Pennen, Gerry Platenkamp, Liesbeth Tonckens, Monique Veldman |
| 2013 | Thea Beckmanprijs  | Agave Kruijssen (De keerzijde van de keizer)                                           | Hubert Slings (voorzitter), Wilma van der Pennen, Gerry Platenkamp, Monique Veldman, Moniek Warmer |
| 2014 | Thea Beckmanprijs  | Dirk Weber (De goochelaar, de geit en ik)                                              | Hubert Slings (voorzitter), Henne van Beveren, Wilma van der Pennen, Liesbeth Tonckens, Monique Veldman |
| 2015 | Thea Beckmanprijs  | Wilma Geldof (Elke dag een druppel gif)                                                | Hubert Slings (voorzitter), Henne van Beveren, Liselotte Dessauvagie, Monique Veldman, Moniek Warmer |
| 2015 | Jonge Beckmanprijs | Wilma Geldof (Elke dag een druppel gif) en Rob Ruggenberg (De boogschutter van Hirado) | Vijf kinderen tussen de elf en vijftien jaar |
| 2016 | Thea Beckmanprijs  | Selma Noort (De zee kwam door de brievenbus)                                           | Hubert Slings (voorzitter), Henne van Beveren, Liselotte Dessauvagie, Monique Veldman, Moniek Warmer |
| 2016 | Jonge Beckmanprijs | Wim W.J. Bos (De bende van Lijp Kot)                                                   | |
| 2017 | Thea Beckmanprijs  | Rob Ruggenberg (Haaieneiland)                                                          | Hubert Slings (voorzitter), Henne van Beveren, Liselotte Dessauvagie, Monique Veldman, Moniek Warmer |
| 2018 | Thea Beckmanprijs  | Arend van Dam (De reis van Syntax Bosselman)                                           | Hubert Slings (voorzitter), Henne van Beveren, Liselotte Dessauvagie, Monique Veldman, Moniek Warmer. |
| 2018 | Jonge Beckmanprijs | Inez van Loon (Anna's grote reis)                                                      | Vijf jongeren tussen de elf en veertien jaar |
| 2019 | Thea Beckmanprijs  | Bianca Mastenbroek (Hendrick, de Hollandsche indiaan)                                  | Hubert Slings (voorzitter), Henne van Beveren, Liselotte Dessauvagie, Monique Veldman en Moniek Warmer. |
| 2019 | Jonge Beckmanprijs | Bianca Mastenbroek (Hendrick, de Hollandsche indiaan)                                  | Vijf kinderen tussen de elf en vijftien jaar |
| 2020 | Thea Beckmanprijs  | Martine Letterie (Verboden te vliegen)                                                 | Hubert Slings (voorzitter), Henne van Beveren, Liselotte Dessauvagie, Monique Veldman en Moniek Warmer. |
| 2020 | Jonge Beckmanprijs | Linda Dielemans (Schaduw van de leeuw)                                                 | |
| 2021 | Thea Beckmanprijs  | Jean-Claude van Rijckeghem (IJzerkop)                                                  | Hubert Slings, Monique Veldman, Liselotte Dessauvagie, Inge Mooiman en Moniek Warmer |
| 2021 | Jonge Beckmanprijs | Jean-Claude van Rijckeghem (IJzerkop)                                                  | Twaalf jonge lezers onder begeleiding van schrijfster Marte Jongbloed |
| 2022 | Thea Beckmanprijs  | Annet Huizing (Het Pungelhuis)                                                         | Hubert Slings (voorzitter), Liselotte Dessauvagie, Inge Mooiman, Rutger van Driel, Monique Veldman en Moniek Warmer |
| 2022 | Jonge Beckmanprijs | Annet Huizing (Het Pungelhuis)                                                         | Twaalf jonge lezers |
| 2023 | Thea Beckmanprijs  | Lida Dijkstra (Schaduw van Toet)                                                       | Hubert Slings (voorzitter), Inge Mooiman, Liselotte Dessauvagie, Monique Veldman, Rutger van Driel en Moniek Warmer |
| 2023 | Jonge Beckmanprijs | Astrid Sy (Noem geen namen)                                                            | Veertien jonge lezers |
| 2024 | Thea Beckmanprijs  | Zindzi Zevenbergen en Hedy Tjin (ill.) (De reis van Manie Schaafijs)                   | Hubert Slings (voorzitter) en de leden Inge Mooiman, Liselotte Dessauvagie, Monique Veldman, Rutger van Driel en Moniek Warmer Overige genomineerden: - Nienke Berends, Aaf graaft door - Arend van Dam, De ware geschiedenis van Dancing Buffalo - Linda Dielemans, Koningsspel - Henna Goudzand Nahar, Suikerland - Edward van de Vendel & Anoush Elman, Misjka |
| 2024 | Jonge Beckmanprijs | Henna Goudzand Nahar (Suikerland)                                                      | Twaalf jonge lezers |
| 2025 | Thea Beckmanprijs  |                                                                                        | Hubert Slings (voorzitter), Liselotte Dessauvagie, Rutger van Driel, Inge Mooiman, Monique Veldman en Nataschenka le Clerq. Nominaties: - Margaretha van Andel – Het addergebroed van Slot Thetinga (Lemniscaat, 2024) - Lida Dijkstra – De Wonderverteller (Luitingh-Sijthoff, 2024) - Maria van Lieshout – Het lied van de merel (Nijgh & van Ditmar, 2024) - Aline Sax – Wat ons nog rest (Davidfonds/ Infodok, 2023) - Dirk Weber – Welkom thuis, chrononauten (Querido, 2024) |